# Lija Athletics
Der Lija Athletic FC ist ein maltesischer Fußballverein aus der Gemeinde Lija. Seit seiner Gründung 1949 spielte er drei Spielzeiten in der höchsten maltesischen Spielklasse, der Maltese Premier League (1996/97, 2001/02 und 2004/05).
In der Saison 2016/17 wurde Lija Athletics Meister der zweitklassigen Maltese First Division und spielte damit 2017/18 wieder in der Premier League, stieg dann aber als Tabellenletzter erneut ab.

## Spieler
- Cleavon Frendo (2002–2003, 2014–2015)
- Alex Muscat (2002–2003)
- Kei Hirose (2018)
- Takumu Nishihara (2024)